# IRT Flushing Line
A IRT Flushing Line, em português:  Linha Flushing (IRT) é uma linha de trânsito rápido do metrô de Nova Iorque. Foi inaugurada em 22 de junho de 1915 (109 anos). Esta linha é uma secção da rede ferroviária que é operada pelo IRT (em inglês:  Interborough Rapid Transit Company), que é uma subdivisão da Divisão A do Metrô de Nova Iorque.